# Saint-Léger-Dubosq
Saint-Léger-Dubosq település Franciaországban, Calvados megyében. Lakosainak száma 239 fő (2022. január 1.). Saint-Léger-Dubosq Angerville, Cresseveuille, Dozulé és Saint-Jouin községekkel határos.

## Népesség
A település népessége az elmúlt években az alábbi módon változott:
| Lakosok száma | 104  | 109  | 130  | 182  | 169  | 168  | 182  | 211  | 224  | 239  |
|               | 1968 | 1982 | 1990 | 2006 | 2013 | 2015 | 2017 | 2019 | 2020 | 2022 |